# Olesia Barel
Olesia Ivanovna Barel  (nacida el 9 de febrero de 1960 en Kostroma, Unión Soviética) es una exjugadora de baloncesto rusa. Consiguió 9 medallas en competiciones oficiales con la URSS.